# Site-specific
La denominazione inglese site-specific (in italiano "specifico di un sito") è generalmente usata nell'ambito dell'arte e della creatività contemporanee per indicare un intervento che è pensato e che si inserisce in un preciso luogo.
L'interazione con l'ambiente circostante è stretta e fa riferimento a tutti gli aspetti della sua identità, dalla storia all'architettura, dalla struttura spaziale alla cultura: un esempio di modalità creativa site-specific è l'arte pubblica.

## Definizione
Sono da intendersi interventi site-specific tutti quelli che vengono concepiti direttamente in relazione ad uno spazio che esiste a prescindere dall'opera d'arte. È corretto, dunque, definire site-specific anche tutte quelle opere d'arte in ambienti deputati (musei, gallerie d'arte, white cube), in cui la forma dell'opera coincide con - e dipende direttamente - dallo spazio in cui viene concepita e realizzata. Tuttavia, è più usuale riferirsi al concetto di site-specific per interventi legati a spazi non convenzionali, siano essi edifici, spazi urbani o paesaggi (ad esempio nella land art).
Tra i pionieri dell'arte legata al concetto di site-specific si possono riconoscere Kurt Schwitters, Christo e Jeanne-Claude, Gordon Matta-Clark e Dani Karavan.
Tra i grandi movimenti internazionali del secondo Novecento, gli artisti dell'Arte povera hanno aderito con particolare interesse alle dinamiche del site-specific, in particolare Jannis Kounellis che con la formula «uscire dal quadro» ha contribuito a fare del site-specific una delle pratiche in cui si è maggiormente identificata l'arte contemporanea dagli anni settanta in poi.
In quella invece degli anni 2000, le pratiche site-specific hanno avuto una particolare diffusione, con la crescita di progetti pensati per spazi non museali. In questi anni il concetto di site-specific evolve e diventa più complesso nella definizione di arte ambientale. Questa particolare disciplina trasforma interi ambienti in opere attraversabili ed esperibili a livello performativo e visivo dal visitatore.
In senso lato è da considerarsi site-specific anche una parte cospicua delle pratiche relative all'arte relazionale e all'arte partecipativa, quando essa concepisce interventi visivi nei contesti sociali entro i quali sviluppa i suoi processi.

## Artisti che lavorano insite-specific
Oltre a quelli già citati, Michael Asher, Christian Boltanski, Guillaume Bottazzi, Richard Serra, Niele Toroni, Daniel Buren, Andy Goldsworthy, Anish Kapoor, Michelangelo Pistoletto, Richard Long, Ólafur Elíasson, Elastic Group of Artistic Research, Tomás Saraceno, Rafael Lozano Hemmer, JR, Gian Carlo Riccardi. 

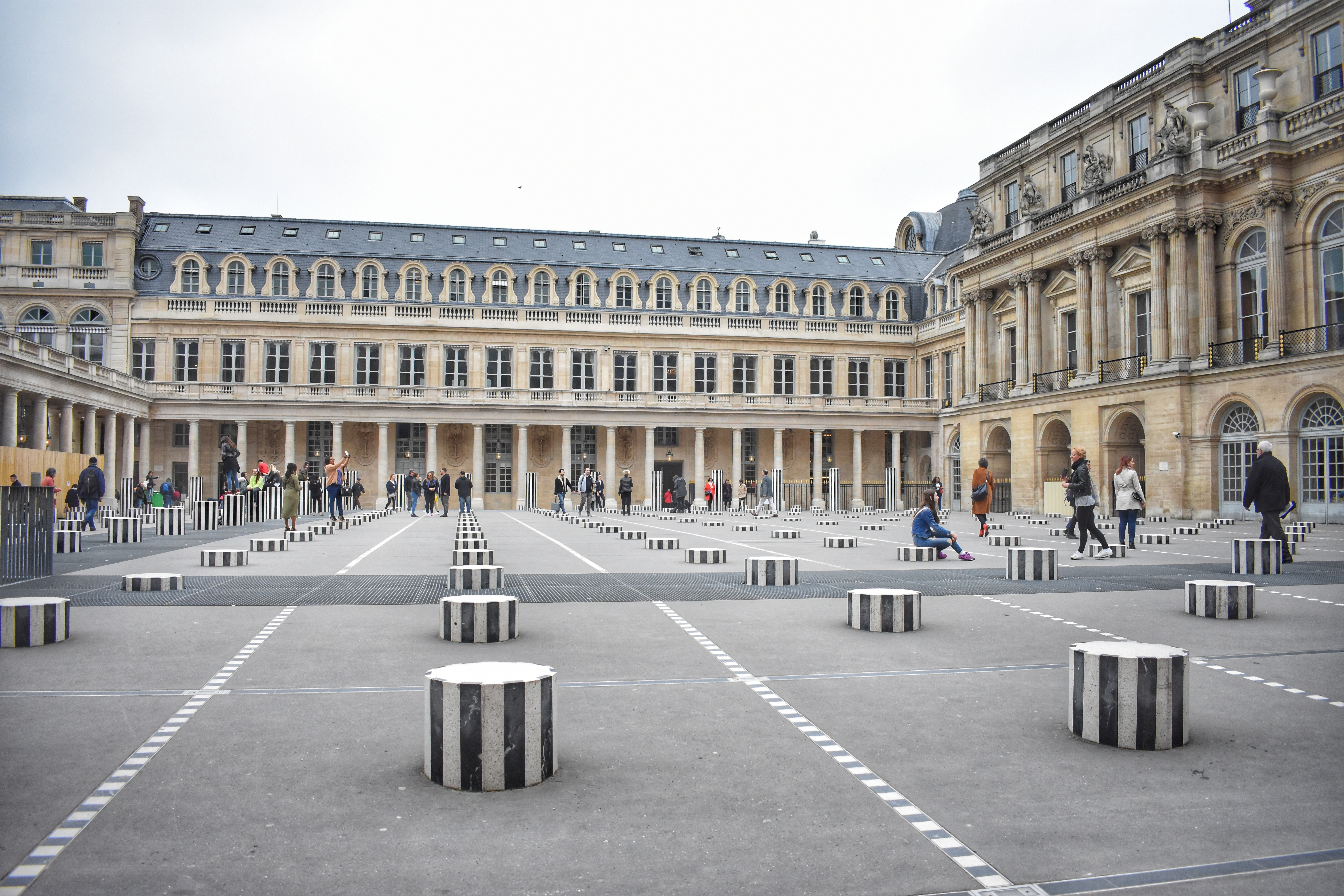
Daniel Buren, Les Deux Plateaux, Parigi, Francia
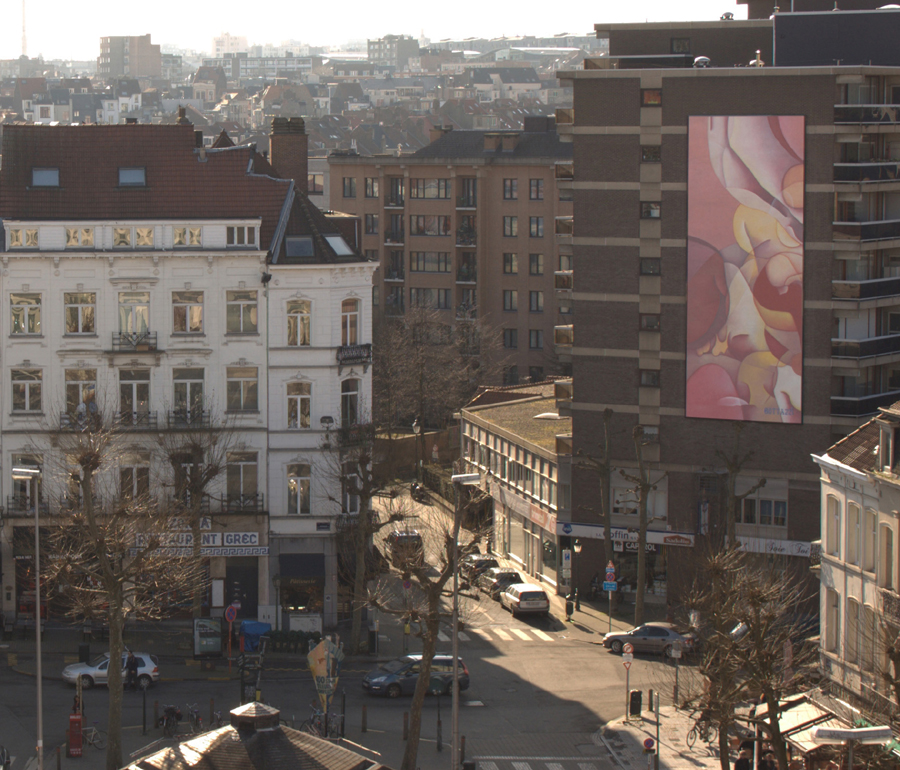
Guillaume Bottazzi, Senza titolo, 2015, Bruxelles
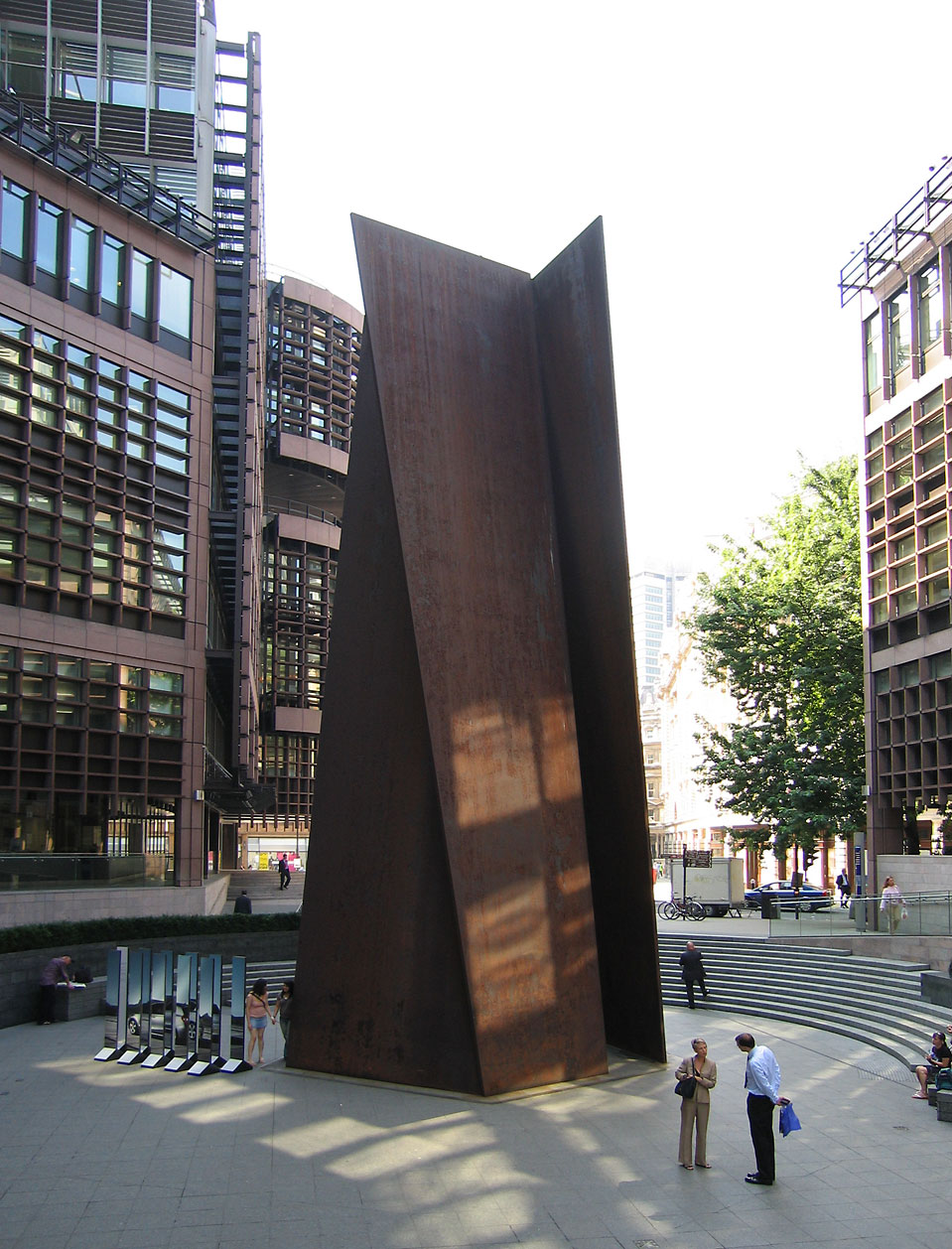
Richard Serra, Art in situ, 1987, Londra
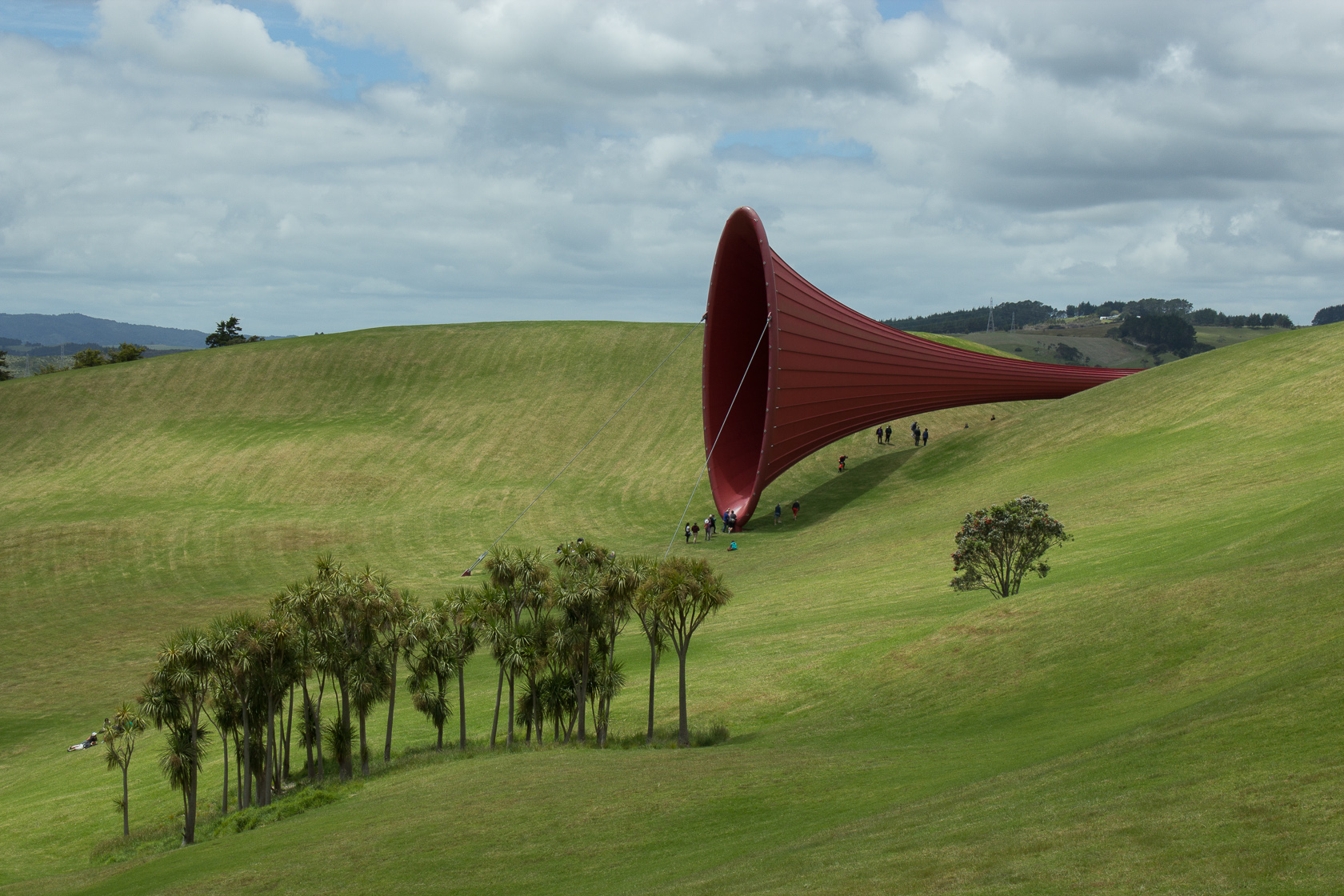
Anish Kapoor, Dismemberment, Site 1, 1999, Nuova Zelanda
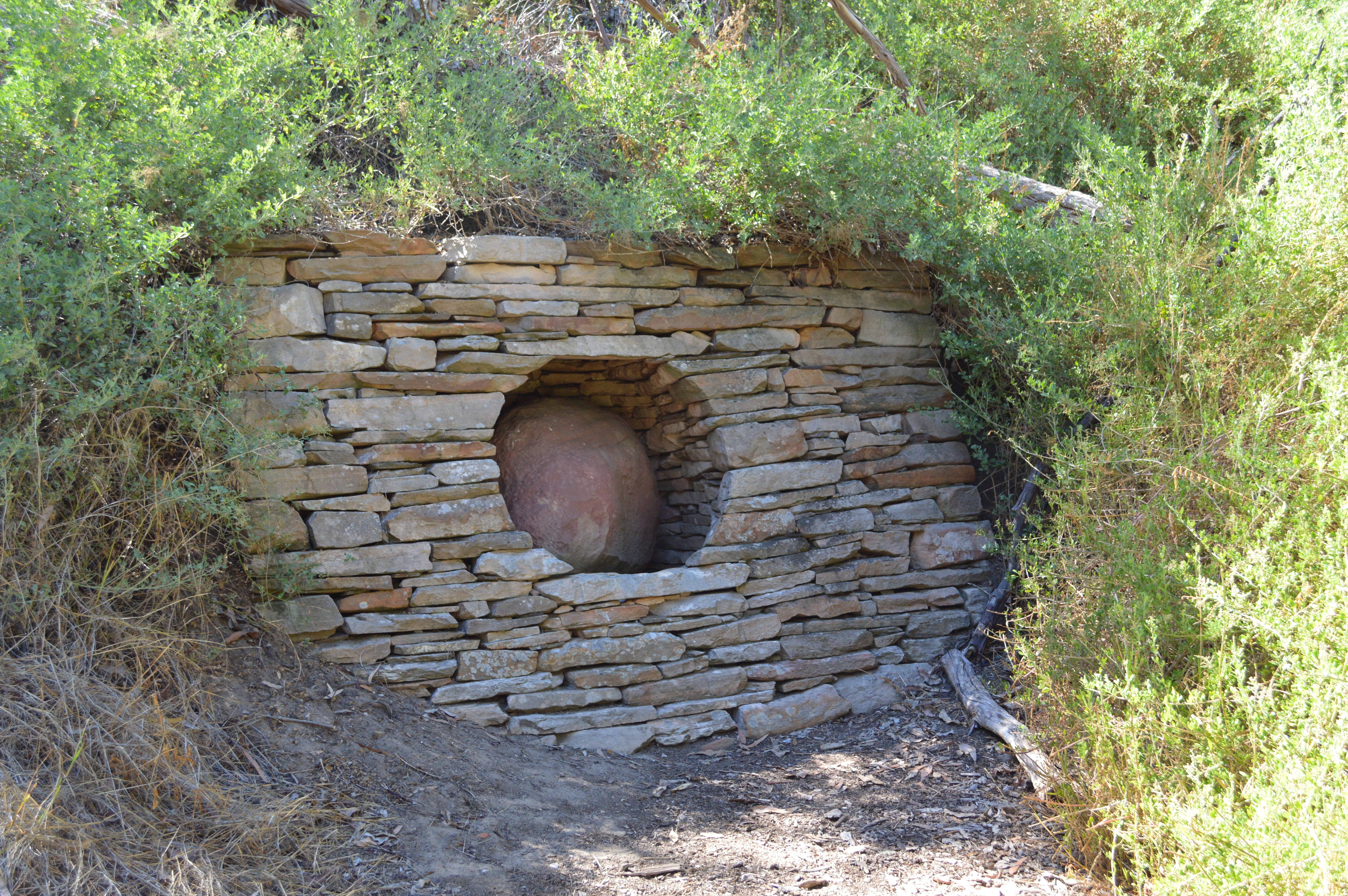
Andy Goldsworthy, Stone House, 1997, Victoria, Australia
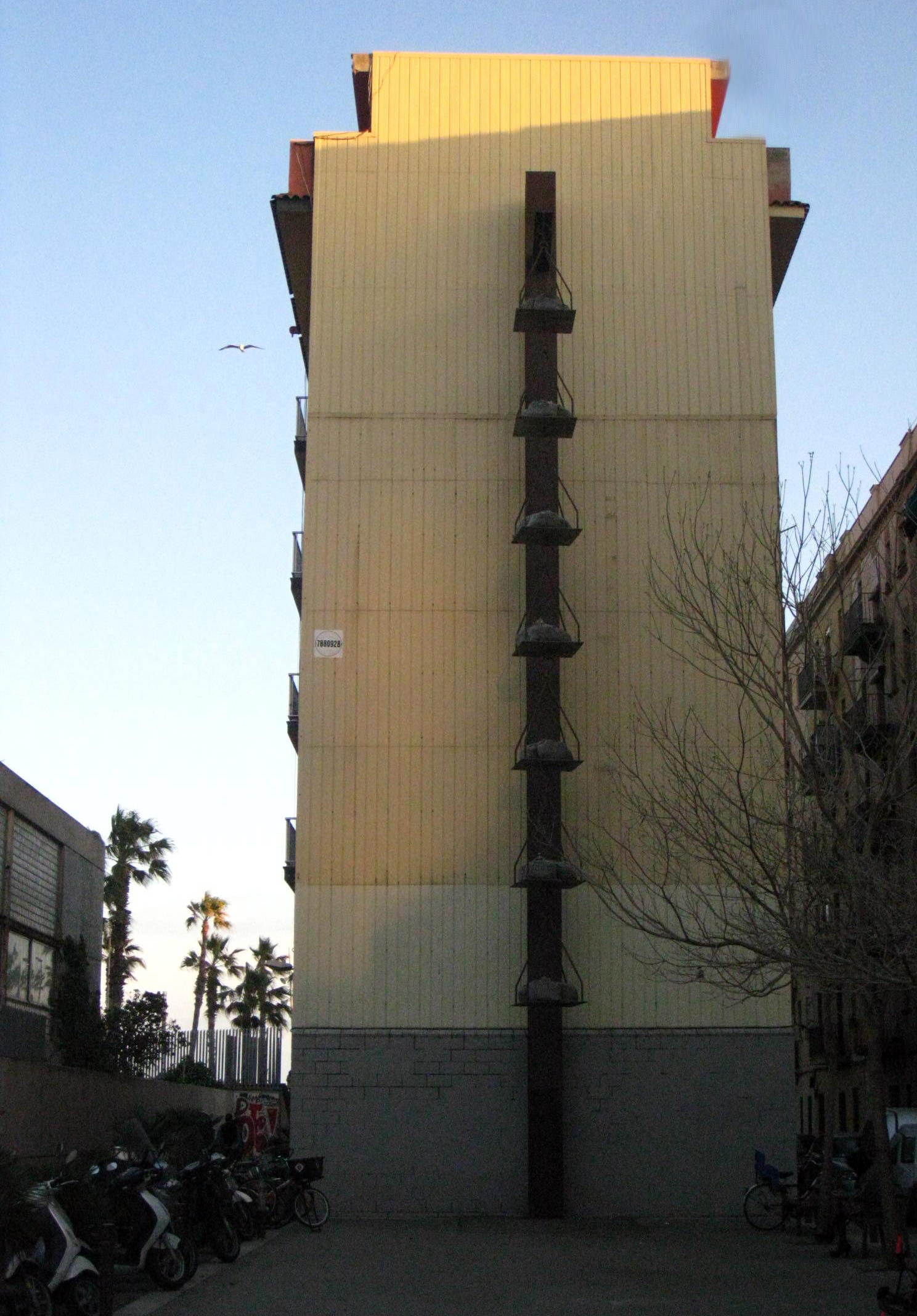
Jannis Kounellis, Balança romana, 1992, Barcellona
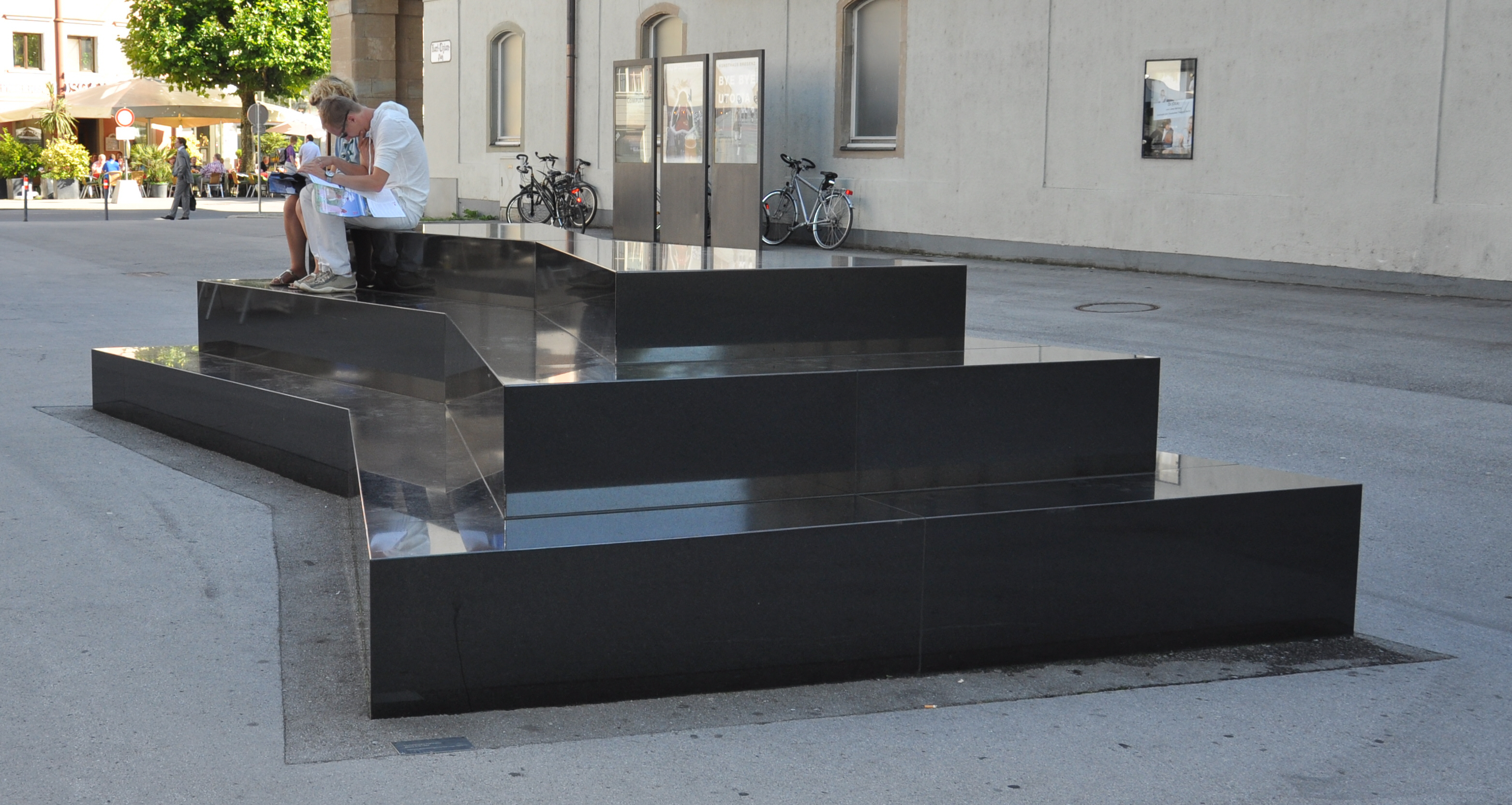
Michelangelo Pistoletto, Bregenz, 1999, Bregenz
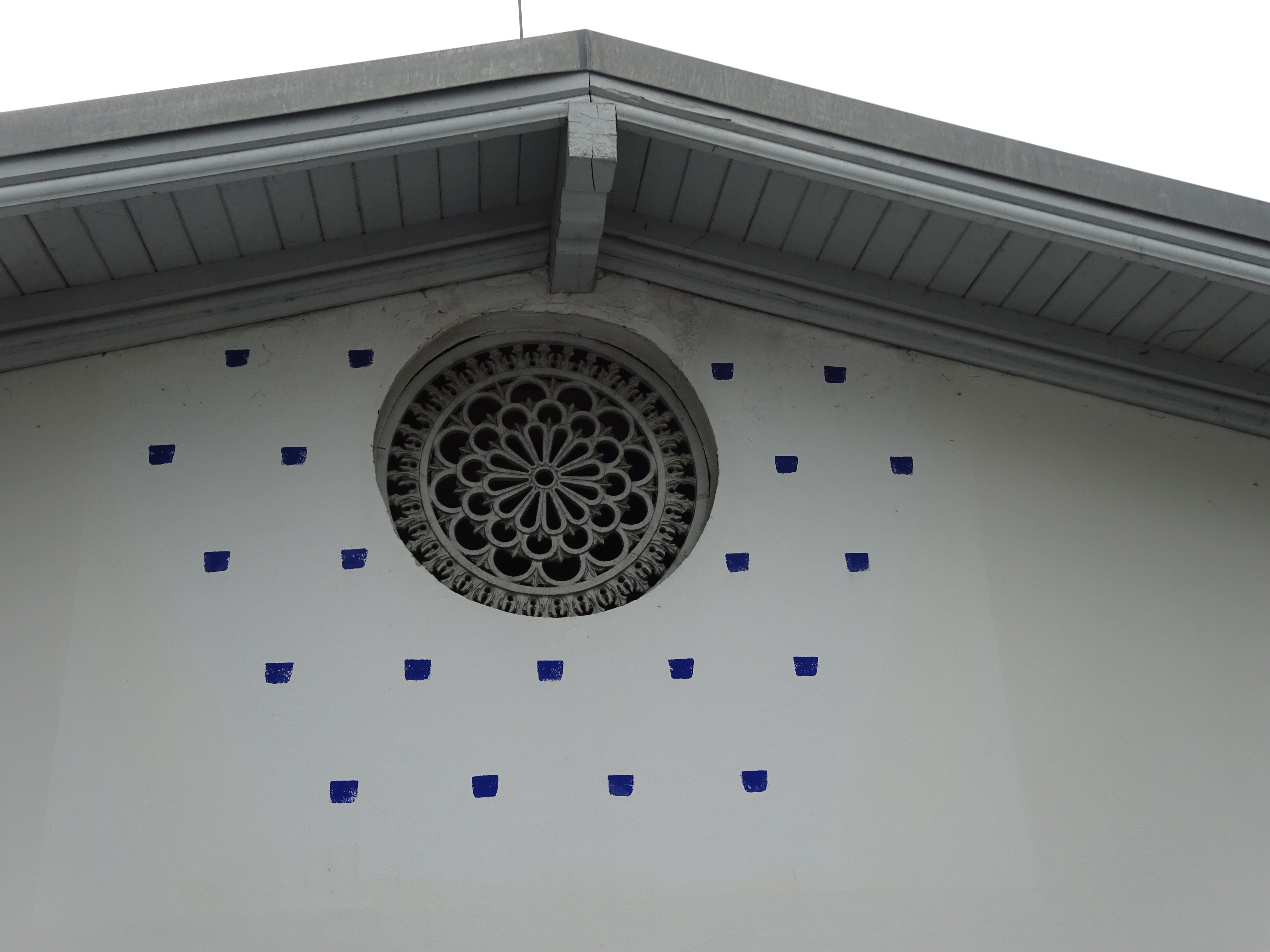
Niele Toroni, Museum Kurhaus Kleve, Germania
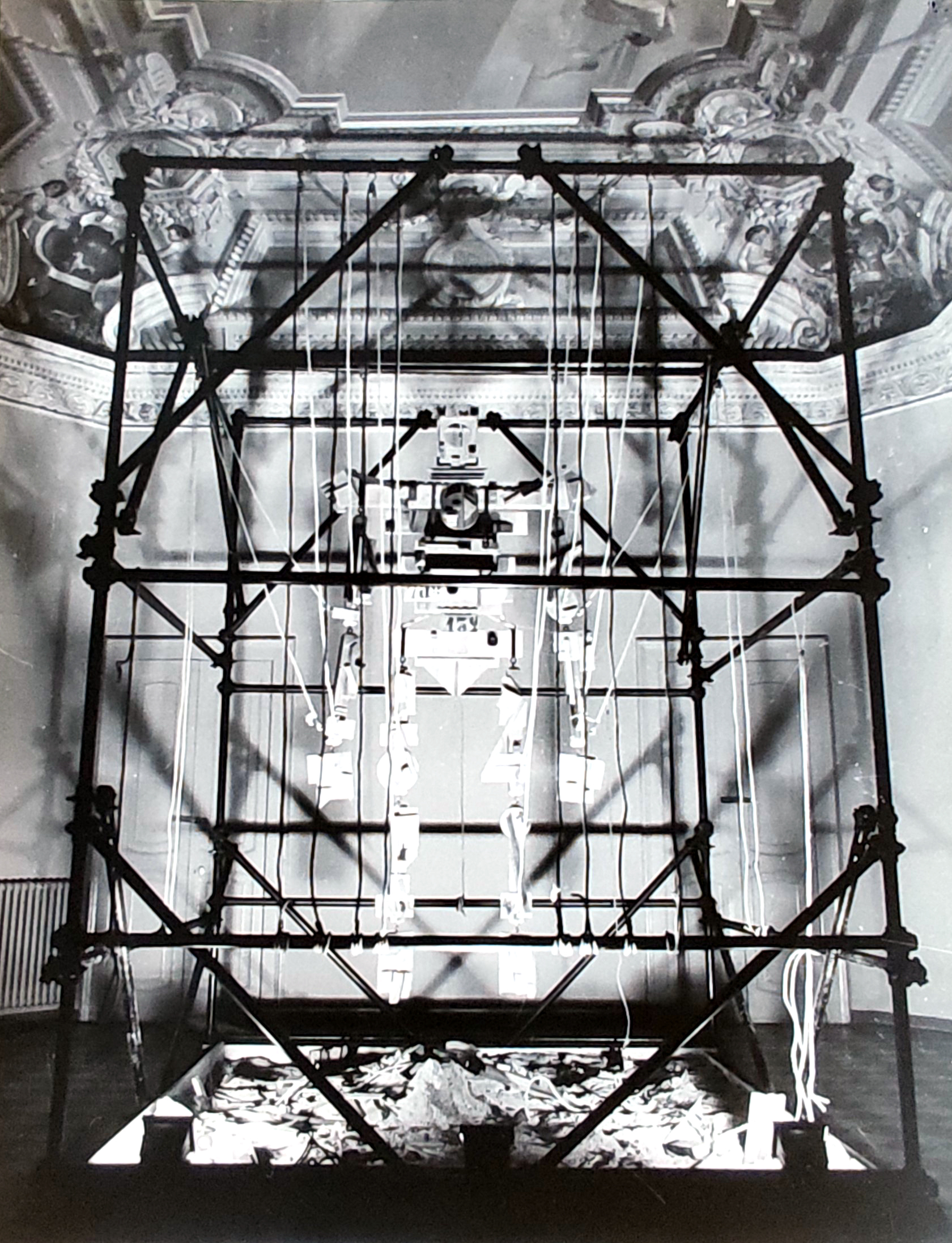
Gian Carlo Riccardi, La stanza delle meraviglie, 1989, Arpino